# Universitas 21
Universitas 21 là một mạng lưới trường đại học quốc tế, thành lập năm 1997 với mục đích làm "điểm tham khảo quốc tế và nguồn suy nghĩ chiến lược về các vấn đề quan trọng toàn cầu". Nhóm này hiện có 26 thành viên tại 17 quốc gia và vùng lãnh thổ. Đồng thời, các trường trong nhóm đang sở hữu tổng cộng khoảng 1,3 triệu sinh viên, 210.000 giảng viên và nhà nghiên cứu. Các trường đại học trong nhóm hợp tác với nhiều ở nhiều cập độ, bao gồm nghiên cứu ở bậc đại học và cao học. Mỗi năm có hàng trăm sinh viên tham gia các chương trình trao đổi học thuật mùa hè mang tên Chương trình Trao đổi Sinh viên U21. Chương trình này được điều hành bởi U21pedagogica Ltd, thành lập tại Guernsey và có trụ sở tại Charlottesville, Virginia, Mỹ. 
Năm 2007, Thomson Learning đổi tên thành Cengage Learning, rồi bán 50% cổ phần trong U21Global cho công ty Manipal Universal Learning International có đóng tại Mauritius với một số tiền không được tiết lộ. Kể từ năm 2012, Universitas 21 bắt đầu đưa ra Bảng xếp hạng các Hệ thống Giáo dục Đại học quốc gia của U21". Được các nhà nghiên cứu thuộc Đại học Melbourne thiết kế, bảng xếp loại này nhằm mục đích đánh giá quốc nào tạo được "môi trường vững mạnh" cho phép các trường đại học đóng góp vào sự tăng trưởng kinh tế, cung cấp một trải nghiệp học thuật chất lượng cao cho sinh viên và giúp các trường đại học có thể cạnh tranh ở cấp độ toàn cầu. Bảng xếp hạng này cũng đánh giá thứ bậc nền giáo dục của các nước thông qua tiêu chí trên 4 lĩnh vực lớn: nguồn lực, môi trường, tính liên kết và đầu ra. Những thứ hạng đó sẽ được tổng hợp để đưa ra một bảng xếp hạng hoàn chỉnh.

## Các trường thành viên

### Đông Á
- Đại học Quốc gia Singapore (Singapore) [3]
- Đại học Korea (Seoul, Hàn Quốc) [3]
- Đại học Hong Kong (Hong Kong) [3]
- Đại học Phục Đán (Trung Quốc)[3]
- Đại học Giao thông Thượng Hải (Trung Quốc) [3]
- Đại học Waseda (Nhật Bản)[3]

### Nam Á
- Đại học Delhi (Ấn Độ)[3]

### châu Âu
- Đại học Lund (Thụy Điển)[3]
- University College Dublin (Ireland)[3]
- Đại học Amsterdam (Hà Lan)[3]
- Đại học Birmingham (Anh)[3]
- Đại học Edinburgh (Anh)[3]
- Đại học Glasgow (Anh)[3]
- Đại học Nottingham (Anh)[3]

### Bắc Mỹ
- Đại học McGill (Canada)[3]
- Đại học Tiểu bang Ohio (Hoa Kỳ)[3]
- Đại học Công nghệ Monterrey (Mexico)[3]
- Đại học British Columbia (Canada)[3]
- Đại học Connecticut (Hoa Kỳ)[3]
- Đại học Maryland (Hoa Kỳ)[3]

### Nam Mỹ
- Đại học Giám mục Công giáo Chile (Chile)[3]

### châu Đại Dương
- Đại học Auckland (New Zealand)
- Đại học Queensland (Úc)
- Đại học Melbourne (Úc)
- Đại học New South Wales (Úc)

### châu Phi
- Đại học Johannesburg (Nam Phi)[3]